# Kauppisensaari
Kauppisensaari är en ö i Finland. Den ligger i sjön Kauppinen och i kommunen Kuopio i den ekonomiska regionen  Kuopio ekonomiska region  och landskapet Norra Savolax, i den centrala delen av landet, 400 km norr om huvudstaden Helsingfors. Öns area är 5,9 hektar och dess största längd är 0,6 kilometer i sydöst-nordvästlig riktning.